# La Ville-Dieu-du-Temple
La Ville-Dieu-du-Temple – miejscowość i gmina we Francji, w regionie Oksytania, w departamencie Tarn i Garonna.
Według danych na rok 1990 gminę zamieszkiwało 1656 osób, a gęstość zaludnienia wynosiła 63 osób/km² (wśród 3020 gmin regionu Midi-Pireneje La Ville-Dieu-du-Temple plasuje się na 217. miejscu pod względem liczby ludności, natomiast pod względem powierzchni na miejscu 383.).